# Steven Vromman
Steven Vromman (Tielt, 8 augustus 1960) is een Belgisch milieuactivist, die bekendheid verwierf met het programma Low Impact Man op de Vlaamse publieke omroep Canvas.
Vromman studeerde psychologische en pedagogische wetenschappen, richting Sociale Agogiek aan de Universiteit Gent en was oorspronkelijk werkzaam in de sociale sector en de Noord-Zuidwerking. In 2000 zette hij de stap naar de milieusector en werkte negen jaar voor Ecolife, een milieuorganisatie die streeft naar een duurzame wereld door middel van ecologische gedragsverandering. Sinds 1 oktober 2009 werkt hij als voltijds zelfstandige onder de naam Low Impact Man of LIM. Zijn dagelijks leven en bedenkingen kunnen gevolgd worden op zijn persoonlijke blog. Op 14 oktober 2012 werd hij verkozen in de gemeenteraad van Gent. Hij zetelde er tot 2016. Hij is oprichter en voorzitter van Labland vzw, een organisatie die werkt rond experimenteel bouwen en wonen. Hij woont sinds 2016 in cohousing de Schilders in Sint-Amandsberg.

## Televisie
In 2008 ging hij in het televisieprogramma Low Impact Man op Canvas de uitdaging aan om echt milieubewust te leven en een ecologische voetafdruk van 1,6 hectare te behalen, het "eerlijke aandeel" aan oppervlakte waarmee iedere aardbewoner toe zou moeten kunnen komen. Journalist Patrick De Witte volgde gedurende zes maanden het doen en laten van Steven Vromman. In dertig verschillende acties verkleinde Vromman zijn ecologische voetafdruk tot 1,67 hectare. Het programma werd een jaar later heruitgezonden op één en werd bekroond met twee World Media Festival Awards. Vromman werd bovendien bekroond met de Ecoburgerprijs.
Naar aanleiding van dit programma volgden reportages op de Nederlandse, Poolse, Franse, Italiaanse, Spaanse en Portugese televisie. Hij kreeg ook een gastrol in de serie Vu du Ciel van Yann Arthus-Bertrand.

## Theater
Samen met Dimitri Leue schreef hij het scenario Tegen De Lamp, een ecologische voorstelling die in het najaar van 2009 toerde in Vlaanderen. Beide scenaristen, Jonas Van Geel en muzikant Toon Offeciers speelden mee in de voorstelling. Vromman speelde zichzelf in de rol van Low Impact Man.
Vromman toert regelmatig met een voorstelling. Monologen onder de noemer eco-comedy waarin hij op zoek gaat naar duurzame oplossingen voor de huidige milieuproblematiek:
- 2010: Low Impact Man klimaatshow
- 2014: Stop met klagen
- 2016: De Smoestuinier (in samenwerking met Velt)
- 2018: Het einde van de wereld, een try-out?
- 2021: Amor Mundi, a dream for the future

## Boeken
In november 2008 bracht Steven Vromman bij Van Halewyck een eerste boek uit Low Impact Man, praktische tips voor een ecologisch leven van wieg tot graf. In dit boek gaat Vromman in op concrete mogelijkheden om ieders ecologische voetafdruk te verkleinen. Van wieg tot graf, van poetsen tot feesten: alle belangrijke domeinen van het leven komen aan bod. Naast ecologische achtergrondinformatie en concrete tips bevat dit boek voornamelijk hulpmiddelen om zelf aan de slag te gaan. Een tweede druk kwam uit in mei 2012.
In augustus 2010 bracht hij samen met Ilona Plichart bij dezelfde uitgeverij een tweede boek uit We hebben maar één planeet, groene tips en inspiratie voor Low Impact Kids. Daarin stellen zij dat de toekomst te belangrijk is om over te laten aan de volwassenen. Dit boek staat boordevol ecologische tips en weetjes die kinderen kunnen uitvoeren.
Het klimaat verandert. Wat kan je zelf doen? verscheen in 2011 bij Manteau in de serie Wablieft, dit zijn boeken in duidelijke taal voor volwassen beginnende lezers.
‘Stop met klagen’ verscheen bij Borgerhoff en Lamberight in 2015. Deze doe-het-zelfgids voor een vrolijke nieuwe wereld bevat concrete recepten voor activisten en wereldverbeteraars, voor dromers en doeners, voor twijfelaars en sceptici.
In 2018 publiceerde hij ‘Het begin van een andere wereld? Een try-out!’ bij het Boekenhuis. Dit boek gaat dieper in op de vraag of we bang moeten zijn voor het einde van de wereld, en vooral wat we zelf kunnen doen om dit te vermijden. Over het belang van veerkracht en samenwerking.
In 2021 verscheen zijn eerste roman ‘Amor Mundi, voorlopige memoires van een omwentelingskind, 2025-2052.’ bij Skribis. Een post-apocalyptische roman over de periode 2025-2052. Naar aanleiding van dit boek werd in januari 2021 een ppm-klok op de toren van de Vooruit geplaatst. Deze geeft de CO2 concentratie gemeten in Mauna Loa weer.